# Brťov-Jeneč
Brťov-Jeneč (en allemand : Jablonian) est une commune du district de Blansko, dans la région de Moravie-du-Sud, en République tchèque. Sa population s'élevait à 359 habitants en 2020.

## Géographie
Brťov-Jeneč se trouve à 9 km à l'ouest de Rájec-Jestřebí, à 11 km au nord-ouest de Blansko, à 26 km au nord-nord-ouest de Brno et à 167 km à l'est-sud-est de Prague.
La commune est limitée par Kunčina Ves, Dlouhá Lhota et Býkovice au nord, par Žernovník à l'est, par Lubě au sud, et par Bukovice, Zhoř et Rašov à l'ouest.

## Histoire
La première mention écrite de la localité date de 1276.

## Administration
La commune se compose de deux quartiers :
- Brťov u Černé Hory
- Jeneč